# Heinz Brand (Politiker)

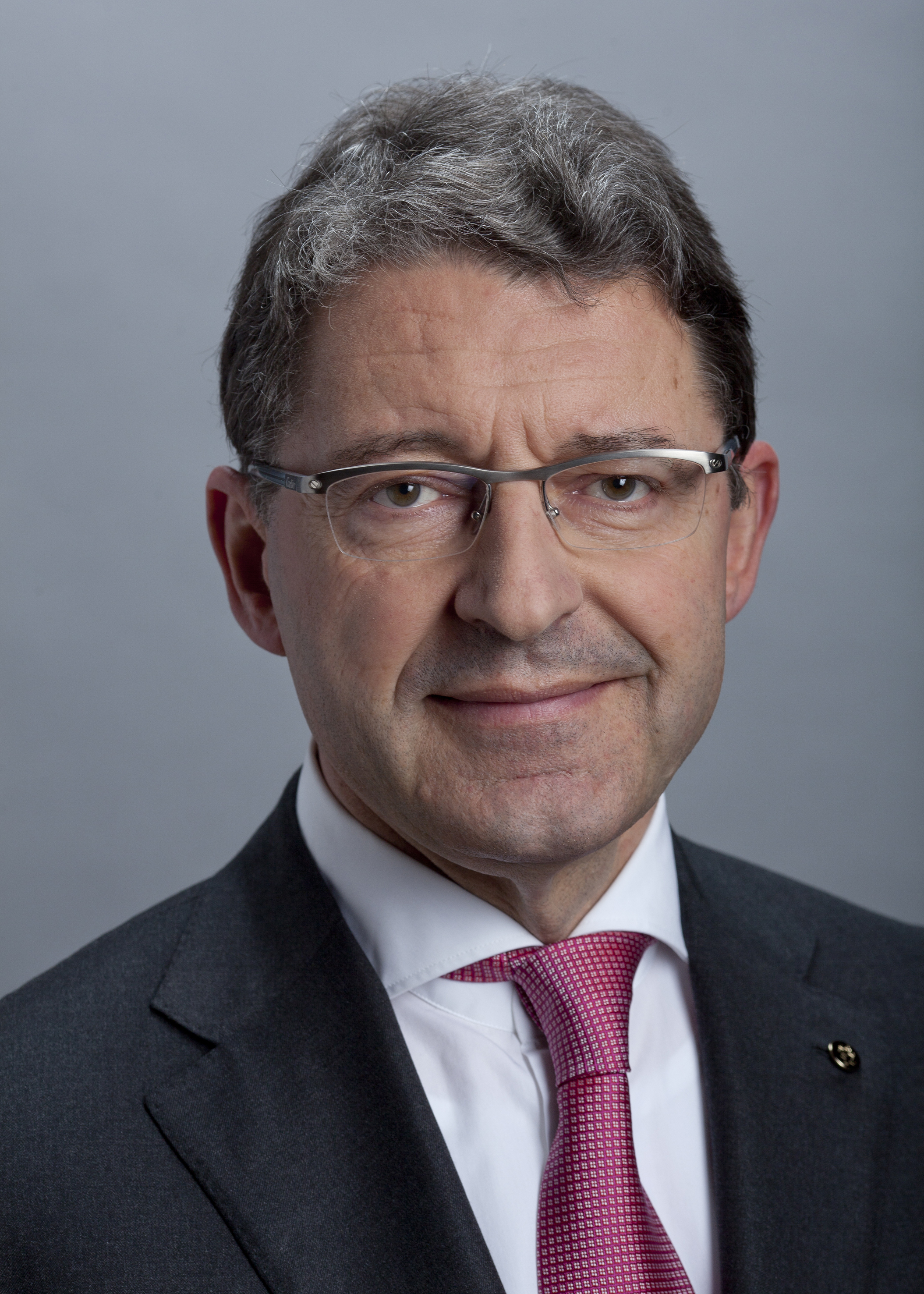
Heinz Brand (2011)

Heinz Brand (* 6. September 1955 in Huttwil; heimatberechtigt in Trachselwald) ist ein Schweizer Politiker (SVP).

## Leben
Brand sass von Januar 1991 bis Dezember 2002 im Gemeinderat von Klosters-Serneus und war von November 1993 bis November 2002 Präsident der SVP-Ortspartei und danach bis November 2007 Vizepräsident. Von 2012 bis 2020 war er Präsident der SVP Graubünden.
Von 2011 bis 2019 war er Nationalrat. Er war während seiner gesamten Amtszeit Mitglied der Staatspolitischen Kommission, von 2015 bis 2017 deren Präsident. Von 2013 bis 2015 gehörte er der Kommission für Rechtsfragen und von 2015 bis 2019 der Kommission für soziale Sicherheit und Gesundheit an. Ausserdem war er von 2011 bis 2012 Mitglied der Immunitätskommission und von 2012 bis 2013 deren Präsident. In seinem letzten Amtsjahr war er zweiter Vizepräsident des Nationalrates. 
Von 2015 in Nachfolge von Christoffel Brändli bis 2022 war Brand Verwaltungsratspräsident des Krankenkassenverbands Santésuisse. Auf ihn folgte Martin Landolt.
Der Berater und Jurist ist verheiratet und hat ein Kind.